# Lenin Intézet
Az Orosz Intézetet - a Lenin Intézet jogelődjét - 1947. március 28-án nyitották meg, majd 1950 tavaszán kari rangra emelték, külön gazdasági hivatallal és tanulmányi osztállyal látták el. A Lenin Intézet az Eötvös Loránd Tudományegyetem Bölcsészettudományi Karának Orosz Intézetéből jött létre 1952. április 30-án, a Minisztertanács határozata alapján. Felügyeletét az egyetem rektora látta el, az igazgatója dékáni jogkörrel rendelkezett. Eredeti helye a Mikszáth Kálmán téren volt, majd
1953-ban átköltöztették az egykori Tôzsdepalota épületébe, a Szabadság
térre. 
A Lenin Intézet 1954 szeptemberében kivált a Bölcsészkarból, és önálló felsőoktatási intézményként működött. Feladatához az ideológiai – marxista–leninista – és nyelvi oktatás egyaránt hozzátartozott; középiskolai orosz nyelv és irodalom szakos tanárokat, valamint egyetemi oktatókat képeztek.
Az intézet működése orosz nyelvtanárok képzésével kezdôdött. Akkoriban erre valóban szükség volt, mert az orosz nyelv oktatását anélkül tették kötelezôvé már az általános iskolákban is, hogy lettek volna ennek a nyelvnek oktatói.  A legnagyobb létszámú az úgynevezett marxizmus–leninizmus szak volt, amely teljesen egyoldalú, jószerével csupán marxi–lenini mûvekre és azok interpretálására, valamint aktuálpolitikai határozatok egysíkú elemzésére alapozott képzést jelentett. Évfolyamomként átlag 8–10, 20 fôbôl álló tanulócsoport adta ennek a legnépesebb szaknak a létszámát. Az intézmény 1954-es profilváltásával az orosz nyelv és irodalom, valamint a fordítói szakot háttérbe szorították, a párttörténészek és a pártfilozófusok képzését pedig előtérbe állították. Akik filozófiát akartak tanulni, az elsô évben az említett marxizmus–leninizmus szakra kellett járniuk. Csak az után kérhették felvételüket a filozófia szakra.
1956. október 23-án a Lenin Intézet diákjai is részt vettek a forradalomhoz vezető felvonuláson.
1957. szeptember 1-jétől a Lenin Intézet önállósága megszűnt, és a továbbiakban ismét az ELTE Bölcsészkarához tartozott.

## Külső hivatkozások
- A Lenin Intézet légkörét is lefesti Várnai Pál „Menni vagy nem menni?” című írása